# Bitter (spirituosa)
 Der er for få eller ingen kildehenvisninger i denne artikel, hvilket er et problem. Du kan hjælpe ved at angive troværdige kilder til de påstande, som fremføres i artiklen.

 For alternative betydninger, se Bitter. (Se også artikler, som begynder med Bitter)
En bitter er en alkoholisk drik med smag af urter og som har en bitter eller bittersød smag. Talrige mærker af bittere blev tidligere markedsført som patentmedicin, men bliver nu opfattet som digestif i stedet for medicin. Bittere havde tidligere en ætanol styrke på 45% og anvendes som digestif og som smag i drinks.